# Batalla de Salsu
La batalla de Salsu tuvo lugar 28 de julio del 612, en el marco de la segunda guerra entre el reino Gogurieo y el Imperio chino. Esta guerra enfrentó al antiguo reino Gogurieo y el Imperio chino de la dinastía Sui. El primero se extendió por el sur de Manchuria y por el norte y centro de la península de Corea; el segundo ocupó el este de China.

## Hechos ocurridos
En este año 612 d. C. el emperador Yangdi invadió el reino Gogurieo con un ejército superior a 1 133 800 hombres.
Este gran ejército había sido preparado en durante el año anterior en Pekín, el número exacto de soldados se ha calculado sin contar las tropas de logística y abastecimiento, contándolas eran entre los 3 y los 5 millones de hombres aproximadamente.
Se estima que tardaron 40 días en realizar los preparativos para salir de Pekín, y que la marcha formaba una línea de 480 kilómetros de largo: 20 kilómetros de distancia entre la cabeza cada una de las 24 divisiones que componían este fenomenal contingente. Entre cada división se incluía una rudimentaria banda de música que hacía sonar tambores y trompetas. La vasta fuerza militar se dividía en dos ejércitos: el Ejército Izquierdo, donde marchaba el emperador, y el Ejército Derecho; cada uno formado por 12 divisiones.

## Llegada
El Ejército Izquierdo entró en territorio enemigo, cruzó el río Liao y consiguió sitiar con éxito la fortaleza de Yodong. No obstante, como el comandante que dirigía el asalto no podía aceptar las rendiciones por sí mismo, entre la ida y vuelta de los mensajeros que consultaban al emperador Sui los sitiados se rearmaban y proseguían con la defensa de la ciudadela. Llegado junio, ni esa ni otras fortalezas menores habían caído aún en manos de los chinos. El desesperado emperador dirigió su mirada hacia Pyeongyang, la capital del reino Gogurieo, donde se encontraba el rey Yeongyang.

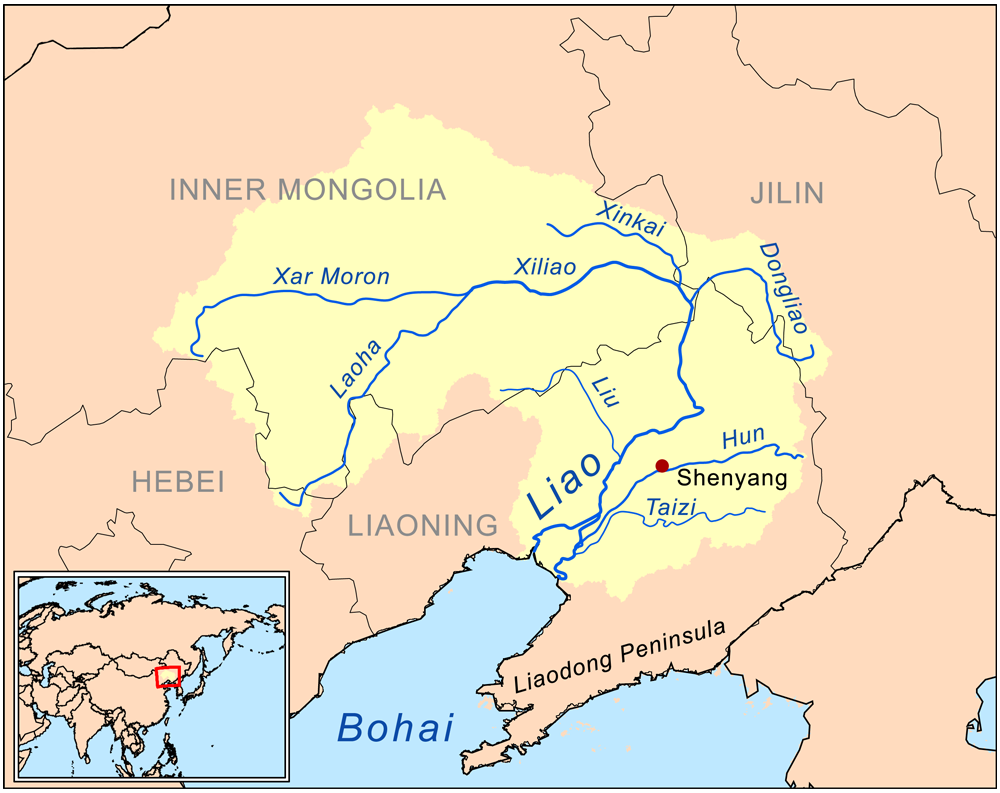
Mapa del río Liao (Corea).

Hacia allí marchó por tierra lo mejor del Ejército Izquierdo: un contingente compuesto por 305 000 soldados. Además, por mar partieron unos 200 000 soldados del Ejército Derecho, que había esperado en la costa de Manchuria la construcción de una flota naval. Estos últimos atracaron en la bahía del río Taedong (ver siguiente mapa).
Cien mil hombres de esta expedición subieron río arriba e intentaron el asalto de la capital. Pero fueron derrotados, debiendo las tropas supervivientes bajar a refugiarse en la flota anclada en el mar. Mientras tanto, el contingente del Ejército Izquierdo marchaba por tierra hacia Pyeongyang, sufriendo serios problemas con las líneas de abastecimiento. Además, eran frecuentemente hostigados por las tropas del Ejército Gogurieo, comandadas por el general Eulji Mundeok. Finalmente, acamparon pasado el río Salsu, que en la actualidad se conoce como río Chongchon (ver siguiente mapa).
Se encontraban a tan solo 15 kilómetros de la capital, pero estaban faltos de provisiones y demasiado exhaustos como para emprender el asalto de la fortificada ciudad. En estas circunstancias, recibieron una oferta del rey Yeongyang: les dejarían retirarse en paz hacia el Imperio Sui si abandonaban la guerra. El emperador Yangdi aceptó y ordenó el regreso de la tropa atacante. Cuando estos marchaban de vuelta, les toco cruzar de nuevo el río Salsu. Entonces el general Mundeok dio a sus hombres la orden de abrir una presa que previamente habían construido aguas arriba del paso fluvial. En pocos minutos, la riada artificial acabó con la vida de 300 000 soldados chinos. Después, Mundeok mandó a su caballería atacar al ejército invasor que había quedado en ambas orillas del río.

## Bajas
Las bajas entre las tropas chinas en este combate fueron de más de 300 000 hombres: solo regresaron a territorio chino 2700 soldados de un contingente inicial de 305 000.
El combate se trató más de una trampa y emboscada que de un enfrentamiento frontal. La batalla de Salsu está considerada como el más letal de todos los combates clásicos. Hasta la llegada de la Primera Guerra Mundial (1914-1918), con batallas que podían durar meses, no se superó tan sangriento registro.
El emperador llevó a cabo otras dos invasiones del reino Gogurieo en los años 613 y 614. Además de no conseguir ningún éxito apreciable, las continuas perdidas de hombres y recursos le valieron la oposición de todo su pueblo, hasta que tras una rebelión interna fue derrocado y asesinado.